# Tornado de San Justo de 1973
O Tornado de San Justo de 1973 foi um tornado F5 extremamente poderoso e mortal que atingiu San Justo, uma cidade na província de Santa Fé, na Argentina, em 10 de janeiro de 1973. Pelo menos 80 pessoas foram mortas e 350 ficaram feridas quando ele cortou uma faixa de 300 metros de largura pela cidade. Foi o tornado mais violento já registrado na América do Sul e também em todo o Hemisfério Sul (além do tornado F5 de Bowen em Queensland, na Austrália). Este tornado foi amplamente considerado um F5 na Escala Fujita e, em 2017, recebeu sua classificação oficial em F5. O tornado teve um custo econômico de cerca de US$ 60.000 (1973 USD) e foi o tornado mais mortal da história da Argentina. O tornado também é o único tornado F5 oficial na Argentina e na América do Sul.

## Sinopse Meteorológica
Após uma manhã de calor muito intenso, ao meio-dia enormes nuvens cumulonimbus isoladas foram vistas se formando e chegando. Devido ao alto teor de umidade relativa e extremos níveis de MLCAPE, por volta das 13:00 (hora local), as nuvens produziram alguns temporais isolados.
A partir das 14:00 (hora local), a organização de novas tempestades deram origem a uma pequena SCM com super-células embutidas, que produziu um imprevisível tornado que afetou diretamente o centro da cidade de San Justo. As condições meteorológicas daquele dia não eram nem um pouco propícias a tornados, devido ao baixo cisalhamento em 0-1 km. O evento imprescindível é incomum ocorreu em um ambiente de extremo CAPE, porém baixo cisalhamento, algo extraordinariamente raro e similar ao evento do tornado F5 de Jarrell (Texas), em 1997.

## Danos
Por volta das 14h15, horário local, um tornado tocou o solo em um campo aberto. Lentamente seguindo para o sul-sudoeste, o tornado matou várias cabeças de gado, jogando vacas em mais de 30 m (98 pés) no ar e derrubando postes de energia. Várias edificações foram niveladas e uma lagoa foi completamente sugada antes do tornado cruzar a Ferrovia General Belgrano trilhos e entrar na cidade. Segundo testemunhas oculares, o chão tremia, "como se vários aviões a jato pousassem sobre as casas". O tornado rapidamente se tornou extremamente violento, chegando à intensidade de F5 alguns minutos depois. O tornado atingiu uma largura máxima de 300 m (980 pés) e causou danos incríveis na parte ocidental da cidade de San Justo, destruindo completamente várias fábricas e mais de 500 casas de alvenaria, com muitas delas sumindo do mapa e niveladas ao assoalho, sem deixar vestígios. "Como bolas de ping pong", os veículos foram lançados centenas de metros e mutilados além do reconhecimento, e a grama teria sido profundamente arrancada do chão. Uma imagem de jornal mostrava um motor de veículo que estava embutido em uma parede de concreto totalmente colapsado pelo tornado. Um trator de 10 t (22.000 lb) foi encontrado em uma área arborizada a 500 m (1.600 pés) de distância da concessionária onde se originou. Grandes árvores foram arrancadas do chão e voaram "como palitos de fósforo". Um trailer foi enterrado em uma vala de 2 metros de largura (6,6 pés).
À medida que o tornado passava pela cidade, ele se voltava mais para o sudoeste. Atravessando o Rota Nacional 11o tornado atingiu um carro da família, elevando-o 30 pés (9,1 m) no ar. Três crianças, homem e mulher foram ejetados do carro. A mulher sofreu apenas ferimentos leves, mas o homem e as crianças foram mortos e atirados 600 metros (660 yd) para uma floresta de eucalipto, onde centenas de árvores foram destruídas e profundamente descascadas; seus corpos foram encontrados posteriormente enforcados em árvores, sendo "irreconhecíveis e despidos de roupas". O tornado enfraqueceu abruptamente e se dissipou sete minutos depois de atingir a intensidade F5. O tornado viajou por pelo menos 1,5 km (0,9 mi), matou 80 pessoas ao longo de seu caminho e causou milhões de pesos em danos.
Diz-se que o tornado mudou de cor várias vezes, um fenômeno incomum. O tornado começou com uma cor violeta única e depois ficou vermelho quando devastou casas de tijolos, pegando poeira de tijolos ao longo de seu caminho. O tornado destruiu uma tonelada de tábuas de madeira, e as transformou em projéteis voadores, o que causou a maioria das mortes.